# غاري سوليفان
غاري سوليفان (بالإنجليزية: Gary Sullivan)‏ (24 يونيو 1982 بويست إسليب في الولايات المتحدة - ) هو لاعب كرة قدم أمريكي في مركز الدفاع. لعب مع كولورادو رابيدز وBrooklyn Knights ‏ وNew York Freedom ‏ وLong Island Rough Riders ‏.

## وصلات خارجية
- غاري سوليفان على موقع الدوري الأمريكي (الإنجليزية)
- غاري سوليفان على موقع قاعدة بيانات كرة القدم.إي يو (الإنجليزية)